# Dietrich Eugen Philipp von Bornstedt
Dietrich Eugen Philipp von Bornstedt (* 11. Juni 1726 in Letzlingen; † 13. Februar 1793 in Magdeburg) war ein preußischer Generalleutnant und Chef des Infanterieregiments Nr. 20.

## Militärkarriere
Bornstedt kam 1742 in das Infanterieregiment „Knobelsdorf“ Nr. 27. Dort wurde er am 22. April 1744 Fähnrich. Er nahm dann am Zweiten Schlesischen Krieg teil und kämpfte in der Schlacht bei Kesselsdorf. Am 30. Juli 1746 wurde er Sekondeleutnant und am 21. Juni 1756 Premierleutnant. Während des Siebenjährigen Krieges nahm er an den Schlachten bei Lobositz, Prag, Leuthen, Zorndorf und Torgau teil. Am 10. September 1768 wurde er Kapitän und Kompaniechef. Am 20. September 1767 wurde er Major, am 7. Juli 1775 Oberstleutnant. Danach nahm er am Bayerischen Erbfolgekrieg teil. Dabei wurde er am 1. Juli 1779 Oberst. Am 8. September 1872 wurde er Kommandeur des Infanterieregiments Nr. 27. Am 11. März 1786 wurde er Generalmajor, dazu erhielt er am 1. März 1786 das Infanterieregiment „Below“ Nr. 20. Bereits am 2. Januar 1793 wurde er Generalleutnant. Er starb kurz danach in Magdeburg.

## Familie
Seine Eltern waren Kaspar Philipp von Bornstedt (* 12. Februar 1683; † 1764), königlicher Oberforstmeister in der Altmark und dessen Ehefrau Sophie Dorothe von Naumann († 26. Oktober 1792).
Dietrich Eugen Philipp von Bornstedt war mit Johanne Eleonore Wesig (* 1743; † 23. Januar 1823) verheiratet. Das Paar hatte folgende Kinder:
- Heinrich Ludwig Christian (* 1763; † 1815), Erbherr von Vollenschier[2] ⚭ NN von Diehren
- Ernst Johann Eugen (* 9. September 1768; † 2. Mai 1813), gefallen als Major bei Großgörschen[3]

⚭ Charlotte Fredrike Schmidt († 31. Juli 1794)
⚭ Annette Georgine Christiane Eleonore von Düring (* 9. August 1783; † 3. Oktober 1853)
- Friedrich Karl Leopold (* 8. April 1766; † 6. Juli 1825) Major a. D., Postmeister in Gaudenz

⚭ 11. September 1803 (geschieden 6. Juli 1825) Wilhemine Philippine Ulricke Frederike von Klitzing (* 30. März 1776; † 13. Februar 1855)
⚭ 6. Oktober 1816 Charlotte Meinicke (* 6. Juni 1789; † 28. März 1874)
- Wilhelm Philipp, preußischer Hauptmann
- Friedrich Georg Ernst Wilhelm (* 2. September 1776; † 21. Dezember 1845) ⚭ 1806 Wilhelmine von Dannenberg (* 13. Oktober 1783; † 21. Februar 1845)